# 노스웨스트 패시지
노스웨스트 패시지(Northwest Passage)는 미국에서 제작된 킹 비더 감독의 1940년 모험, 드라마, 멜로/로맨스, 전쟁, 서부 영화이다. 스펜서 트레이시 등이 주연으로 출연하였다.

## 출연

### 주연
- 스펜서 트레이시
- 로버트 영
- 월터 브레넌
- 러스 허시